# Take Air Lines
 (août 2020).
Si vous disposez d'ouvrages ou d'articles de référence ou si vous connaissez des sites web de qualité traitant du thème abordé ici, merci de compléter l'article en donnant les références utiles à sa vérifiabilité et en les liant à la section « Notes et références ».
Take Air Lines était une compagnie aérienne régionale basée en Martinique. 
De 2003 à 2007, elle a exploité des services réguliers dans les Caraïbes.

## Histoire
Le 14 Mars 2003, quatre associés, Boris Challe, Samuel Vivares, Jean-Marc Merlin et Jean-Guy Rochambreau créent la compagnie aérienne Take Air Lines en Martinique. Samuel Vivares en devient le gérant. Les trois derniers cités étaient déjà associés dans la société d'assistance à avions « Trans Services Antilles » basée sur l'aéroport du Lamentin à Fort de France.
En décembre 2006 et le 18 mars 2007, deux avions Let L-410 Turbolet sont livrés à Take Air Lines.
En février 2007, les 4 associés cèdent leurs parts sociales à Joseph Belliard, entrepreneur en Martinique.
En proie à des difficultés financières depuis plusieurs mois, la compagnie est placée en redressement judiciaire le 26 juin 2007,.
Seul le groupe d'investisseurs européens et américains « Hermes » s'est porté candidat à la reprise dans les délais. Ce consortium prévoyait de poursuivre l'activité en assurant des liaisons entre les petites îles des caraïbes mais le Tribunal de Commerce de Fort de France n'a pas jugé viable le projet de reprise. 
La compagnie est donc placée en liquidation judiciaire le 6 septembre 2007 par le tribunal de commerce de Fort de France,.

## Destinations
Take Air Lines exploitait des vols charters réguliers reliant la Martinique à Saint-Martin, Antigua, la Guadeloupe, la Dominique, Sainte-Lucie, Saint-Vincent, Canouan et l'île de l'Union.
La compagnie avait également assuré des vols réguliers vers l'Ile de la Barbade.

## Flotte
En mars 2007, la flotte de Take Air Lines comprend 2 Let L-410 Turbolet (immatriculés F-OTKE et F-ORTE).